# Centre Català de Caracas
El Centre Català de Caracas és una entitat catalanista fundada a Caracas (Veneçuela) el 14 d'abril de 1945 per 112 catalans exiliats per la guerra civil espanyola, entre ells August Pi i Sunyer, Pere Grases i Gonzàlez, Josep Vandellós, Marc Aureli Vila, Josep Cruixent i Abel Vallmitjana. Un antecedent de l'Associació fou la Coral Catalana Joan Gols, fundada a Caracas el 1940, la qual es va integrar al Centre.
El centre guanya un gran prestigi a causa dels càrrecs oficials que assoliren alguns dels seus fundadors. Això facilità que durant els anys 1950 es convertís en un punt de referència obligat de la colònia catalana a Caracas. Edita la revista Senyera.
Entre altres activitats, compta amb un esbart dansaire –Terra Nostra– fundat el 1952, un ateneu, el grup teatral Grup Scenic, la coral Dolça Catalunya, un club esportiu i una penya blaugrana, una biblioteca plena de llibres en català i un gran nombre d'activitats: classes de català, ioga, billar... El 1987 va rebre la Creu de Sant Jordi. L'actual presidenta és Adriana Ferreres.